# Nestocoelius petiolatus
Nestocoelius petiolatus är en stekelart som först beskrevs av Smith 1859.  Nestocoelius petiolatus ingår i släktet Nestocoelius och familjen Eumenidae. Inga underarter finns listade i Catalogue of Life.